# Coupe du Kazakhstan de football 2004
Navigation
Édition précédente Édition suivante
La Coupe du Kazakhstan 2004 est la 13e édition de la Coupe du Kazakhstan depuis l'indépendance du pays. Elle prend place du 16 mai au 11 novembre 2004.
Un total de 44 équipes prennent part à la compétition, toutes issues des deux premières divisions nationales kazakhes pour la saison 2004.
La compétition est remportée par le FK Taraz qui l'emporte face au Kaïrat Almaty, tenant du titre, à l'issue de la finale et gagne sa première coupe nationale. Ce succès aurait dû permettre au club de se qualifier pour le premier tour de qualification de la Coupe UEFA 2005-2006, mais il ne parvient à apporter les garanties financières nécessaires à l'UEFA. La place qualificative n'est pas réattribuée par la suite, le Kaïrat Almaty étant la seule équipe à obtenir une licence de l'UEFA et s'étant déjà qualifié pour la Ligue des champions.

## Tour préliminaire
Les rencontres de ce tour sont jouées le 16 mai 2004 et concerne exclusivement les équipes de la deuxième division.
| Date        | Club                             | Score                | Club                           |
| ----------- | -------------------------------- | -------------------- | ------------------------------ |
| 16 mai 2004 | Tsesna Almaty (D2)               | 3 - 0 Forfait        | (D2) Torgaï Arkalyk            |
| 16 mai 2004 | Iesil-Bogatyr-2 Petropavl (D2)   | 2 - 0                | (D2) Khimik Stepnogorsk        |
| 16 mai 2004 | Eurasia Astana (D2)              | 3 - 3 ap (0 - 3 tab) | (D2) Bulat-CSKA Temirtaou (en) |
| 16 mai 2004 | Irtych-2 Pavlodar (D2)           | 9 - 0                | (D2) Khimik Stepnogorsk        |
| 16 mai 2004 | Chakhtior-Iounost Karagandy (D2) | 0 - 2                | (D2) Batyr Ekibastouz          |
| 16 mai 2004 | Energetik Pavlodar (D2)          | 2 - 2 ap (3 - 5 tab) | (D2) Vostok-2 Öskemen          |
| 16 mai 2004 | FK Semeï-2 (D2)                  | 3 - 0                | (D2) Jetyssou-2 Taldykourgan   |
| 16 mai 2004 | Kaysar-Jas Kyzylorda (D2)        | 2 - 1 ap             | (D2) Jambyl Taraz              |
| 16 mai 2004 | Ouch-Konyr Chemolgan (D2)        | 0 - 3 Forfait        | (D2) Batyr Ekibastouz          |
| 16 mai 2004 | Kaspiy Aqtaw (D2)                | 2 - 3                | (D2) Jeleznodorojnik Almaty    |
| 16 mai 2004 | Akjaïyk-2 Oural (D2)             | 1 - 2                | (D2) Ordabasy-2 Chimkent       |
| 16 mai 2004 | AI-Universitet Turkestan (D2)    | 2 - 3 ap             | (D2) FK Aktobe-Jas             |
| 16 mai 2004 | FK Arys (D2)                     | 2 - 3                | (D2) Mounaïly Atyraou          |

## Seizièmes de finale
Les rencontres de ce tour sont jouées entre le 29 juin et le 1er juillet 2004. Il voit l'entrée en lice de l'ensemble des clubs de la première division.
| Date             | Club                           | Score                | Club                       |
| ---------------- | ------------------------------ | -------------------- | -------------------------- |
| 29 juin 2004     | Ordabasy-2 Chimkent (D2)       | 3 - 2                | (D1) Iassy Saïram (en)     |
| 29 juin 2004     | Jeleznodorojnik Almaty (D2)    | 3 - 0                | (D1) Akjaïyk Oural         |
| 29 juin 2004     | Iesil-Bogatyr-2 Petropavl (D2) | 0 - 3                | (D1) FK Almaty             |
| 29 juin 2004     | Kaysar-Jas Kyzylorda (D2)      | 4 - 0                | (D2) FK Semeï-2            |
| 29 juin 2004     | Batyr Ekibastouz (D2)          | 0 - 2                | (D1) Jetyssou Taldykourgan |
| 29 juin 2004     | FK Semeï (D1)                  | 0 - 2                | (D1) Vostok Öskemen        |
| 30 juin 2004     | Okjetpes Kökşetaw (D1)         | 3 - 0                | (D2) Tsesna Almaty         |
| 30 juin 2004     | Tobol Kostanaï (D1)            | 2 - 3 ap             | (D1) FK Aktobe-Lento       |
| 30 juin 2004     | Iesil-Bogatyr Petropavl (D1)   | 2 - 0                | (D2) Gorniak Khromtaou     |
| 30 juin 2004     | Kaysar Kyzylorda (D1)          | 0 - 3 Forfait        | (D2) FK Aktobe-Jas         |
| 30 juin 2004     | FK Taraz (D1)                  | 0 - 0 ap (6 - 5 tab) | (D1) Irtych Pavlodar       |
| 30 juin 2004     | Kaïrat Almaty (D1)             | 2 - 1                | (D1) Chakhtior Karagandy   |
| 30 juin 2004     | Vostok-2 Öskemen (D2)          | 2 - 1                | (D1) Ordabasy Chimkent     |
| 30 juin 2004     | Bulat-CSKA Temirtaou (en) (D2) | 0 - 1                | (D1) Jenis Astana          |
| 30 juin 2004     | Ekibastouzets Ekibastouz (D1)  | 2 - 1 ap             | (D2) Irtych-2 Pavlodar     |
| 1er juillet 2004 | FK Atyraou (D1)                | 2 - 1                | (D2) Mounaïly Atyraou      |

1. ↑  La rencontre s'achève initialement sur une victoire 6-2 du Kaysar Kyzylorda. Le club est cependant disqualifié par la suite pour avoir aligné un joueur étranger en trop en cours de match.

## Huitièmes de finale
Les rencontres de ce tour sont jouées les 4 et 9 juillet 2004.
| Date           | Club                        | Score    | Club                          |
| -------------- | --------------------------- | -------- | ----------------------------- |
| 4 juillet 2004 | FK Atyraou (D1)             | 4 - 2    | (D1) Okjetpes Kökşetaw        |
| 4 juillet 2004 | Vostok Öskemen (D1)         | 0 - 2    | (D1) Jetyssou Taldykourgan    |
| 4 juillet 2004 | FK Aktobe-Lento (D1)        | 3 - 1    | (D1) Iesil-Bogatyr Petropavl  |
| 4 juillet 2004 | FK Almaty (D2)              | 2 - 5    | (D1) Kaïrat Almaty            |
| 4 juillet 2004 | FK Taraz (D1)               | 9 - 1    | (D2) FK Aktobe-Jas            |
| 4 juillet 2004 | Jenis Astana (D1)           | 2 - 1    | (D1) Ekibastouzets Ekibastouz |
| 9 juillet 2004 | Jeleznodorojnik Almaty (D2) | 1 - 0 ap | (D2) Ordabasy-2 Chimkent      |
| 9 juillet 2004 | Kaysar-Jas Kyzylorda (D2)   | 1 - 2    | (D2) Vostok-2 Öskemen         |

## Quarts de finale
Les quarts de finales sont disputés sous la forme de confrontations en deux manches, les matchs aller étant joués le 25 juillet 2004 et les matchs retour le 19 septembre.
| Club                        | Score | Club               | Aller | Retour |
| --------------------------- | ----- | ------------------ | ----- | ------ |
| Jeleznodorojnik Almaty (D1) | 1 - 2 | (D1) FK Atyraou    | 0 - 3 | 0 - 2  |
| FK Aktobe-Lento (D1)        | 2 - 3 | (D1) FK Taraz      | 2 - 1 | 0 - 2  |
| Vostok-2 Öskemen (D2)       | 0 - 9 | (D1) Kaïrat Almaty | 0 - 5 | 0 - 4  |
| Jetyssou Taldykourgan (D1)  | 2 - 5 | (D1) Jenis Astana  | 2 - 1 | 0 - 4  |

## Demi-finales
Les demi-finales sont disputées sous la forme de confrontations en deux manches, les matchs aller étant joués le 26 octobre 2004 et les matchs retour le 6 novembre.
| Club              | Score | Club               | Aller | Retour |
| ----------------- | ----- | ------------------ | ----- | ------ |
| FK Atyraou (D1)   | 1 - 3 | (D1) FK Taraz      | 1 - 0 | 0 - 3  |
| Jenis Astana (D1) | 3 - 4 | (D1) Kaïrat Almaty | 1 - 1 | 2 - 3  |

## Finale
La finale de cette édition oppose le FK Taraz au Kaïrat Almaty. Les deux clubs affichent chacun une certaine expérience à ce niveau de la compétition, le Kaïrat ayant déjà pris part à cinq finales depuis 1992, toutes remportées, tandis que Taraz dispute sa troisième finale, ayant déjà emporté pris par à celles des éditions 1992 et 1993. Les deux équipes s'étaient de plus déjà affrontées une fois en finale lors de la saison 1992, qui avait alors vu le Kaïrat s'imposer sur le score de 5 buts à 1.
Disputée le 11 novembre 2004 au stade central de Taraz, la rencontre voit les locaux ouvrir le score juste avant la mi-temps de jeu par l'intermédiaire de Pavel Beganski (en). Aucun autre but n'est inscrit par la suite et permet à Taraz de remporter sa première coupe nationale.
| Entraîneur :      |
| Iouri Konkov (ru) |

| Entraîneur :        |
| Alekseï Petrouchine |

| Entraîneur :      |
| Iouri Konkov (ru) |

| Entraîneur :        |
| Alekseï Petrouchine |